# Polyommatus daphnis
The Meleager's Blue (Polyommatus daphnis) là một loài bướm ngày thuộc họ Bướm xanh. It is được tìm thấy chủ yếu ở Eastern châu Âu, from Southern Ba Lan ranging to Balkan. But is also được tìm thấy ở Southern châu Âu.

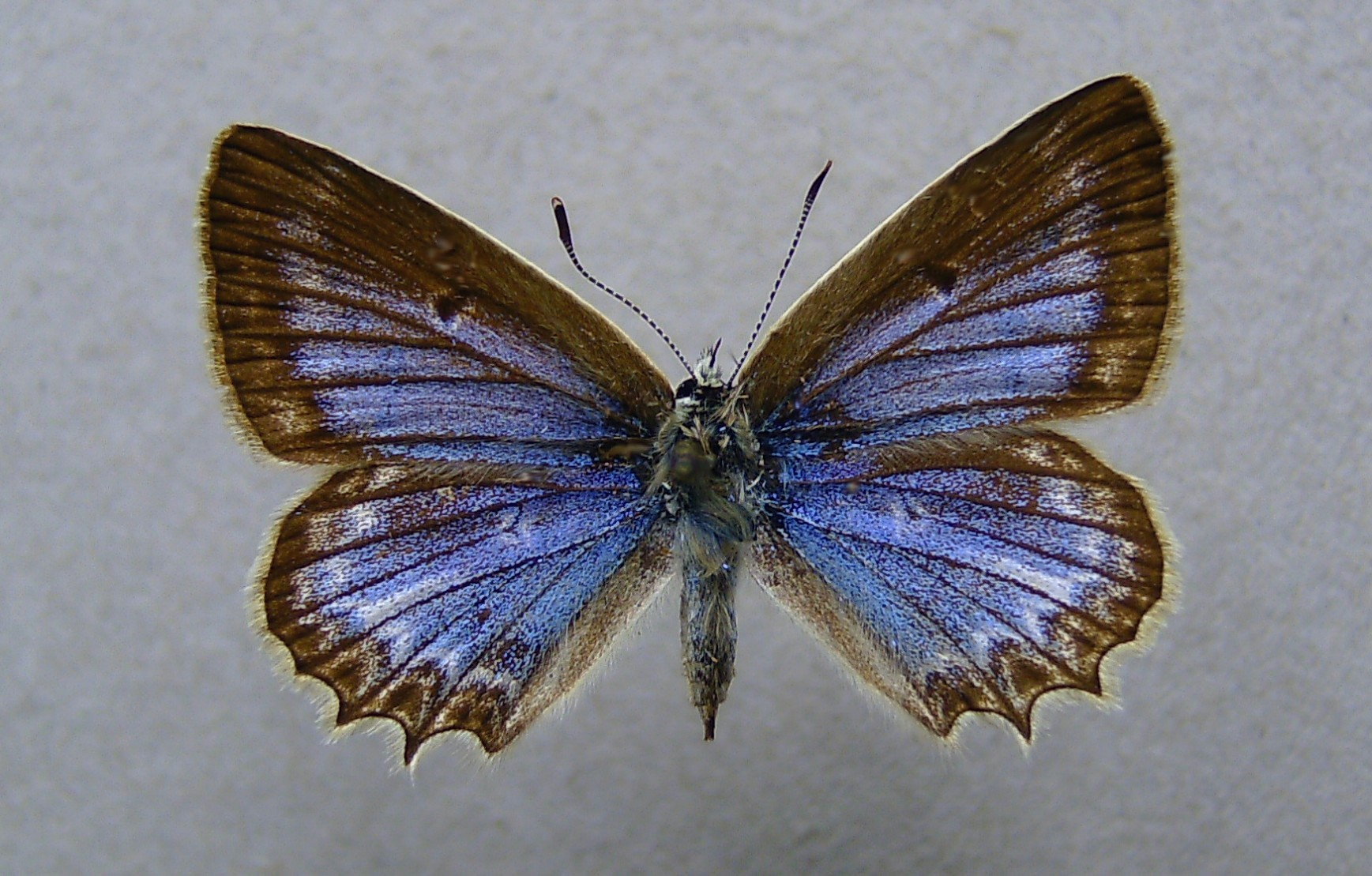
Mounted female

Chiều dài cánh trước là 18–19 mm. Chúng bay từ tháng 6 đến tháng 8.
Ấu trùng ăn Horseshoe Vetch, Sainfoin và Securigera varia.

## Hình ảnh

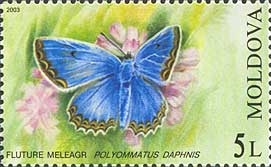
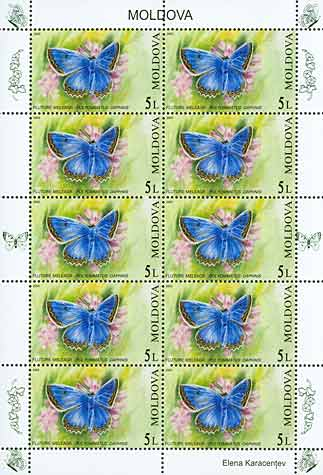
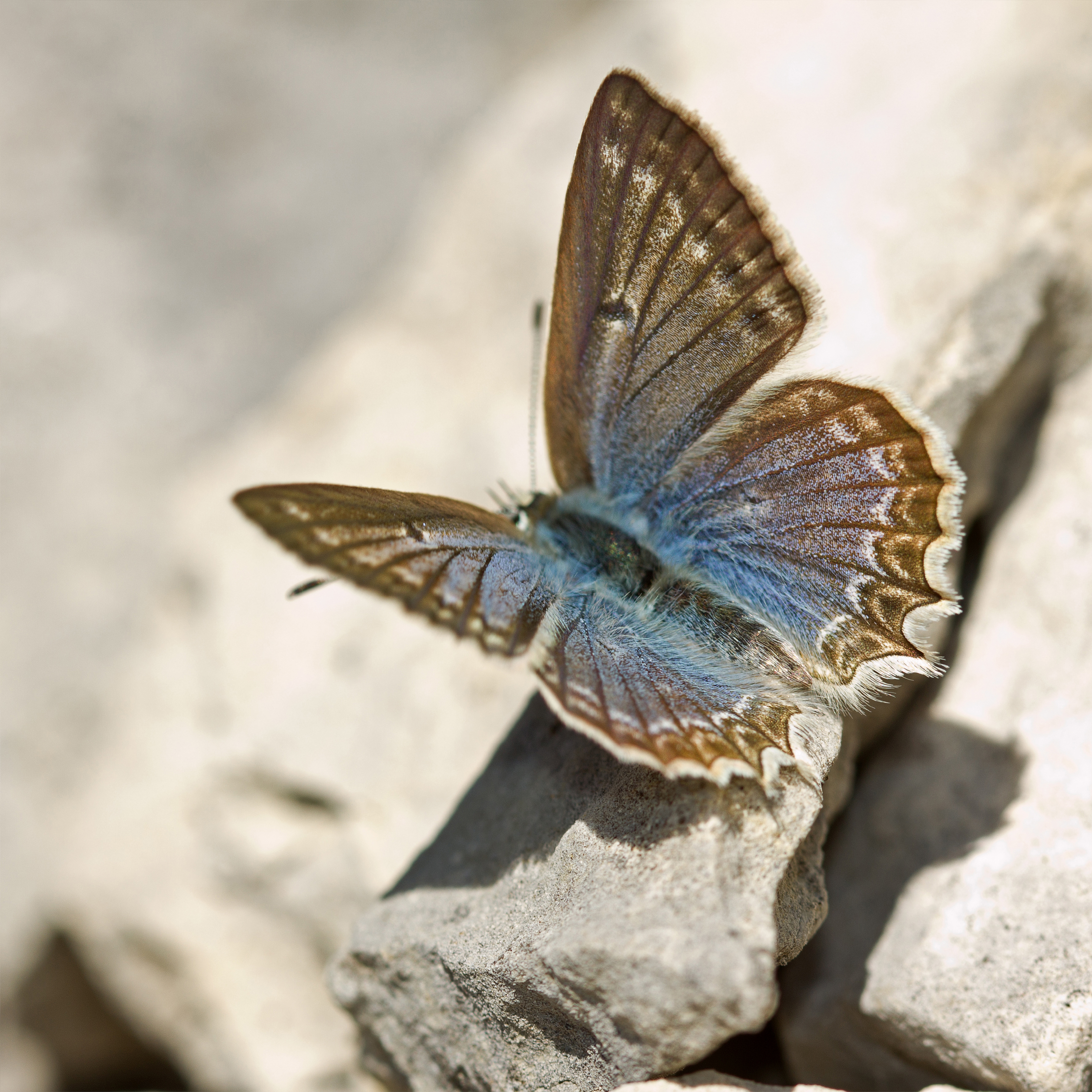
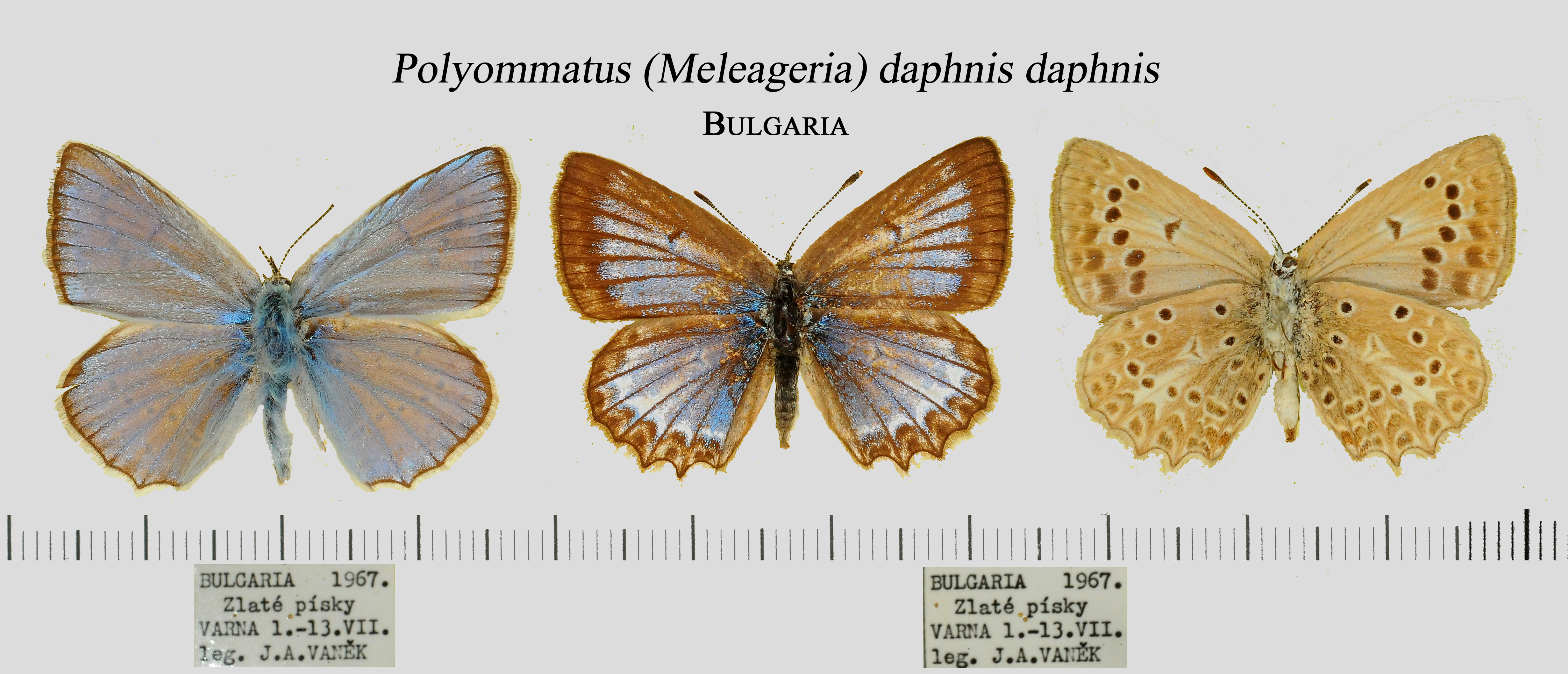